# Hervormde kerk (Ravenswaaij)
De Hervormde kerk is een kerkgebouw in het Nederlandse dorp Ravenswaaij, provincie Gelderland. De kerk wordt gebruikt door de Protestantse Streekgemeente Tussen Lek en Linge.

## Geschiedenis
De oudste vermelding van een parochiekerk te Ravenswaaij dateert uit 1326. Volgens een oorkonde uit 1471 was de kerk gewijd aan de heilige Nicolaas.
In 1573 verschansten soldaten van Willem van Oranje zich in de kerk. Spaanse troepen slaagden erin de soldaten te verdrijven door de kerk te verwoesten. Herbouw van de kerk bleef echter uit, mogelijk door geldgebrek en eventueel ook de verwarring die de reformatie met zich meebracht. De gelovigen weken voor hun kerkdiensten uit naar herberg De Posthoorn. Pastoor Wierus van Vorchten ruilde in 1582 zijn katholieke geloof in voor de protestantse leer en werd daarmee de eerste predikant van Ravenswaaij.
Het kerkgebouw raakte intussen verder in verval en in 1611 werd tijdens de synode te Nijmegen een verzoek gedaan om financiële middelen voor de herbouw. De synode gaf hieraan echter geen gehoor. In 1616 werd een Maria-vicarie opgericht, met als doel geld in te zamelen voor de herbouw. In 1642 was er eindelijk voldoende geld beschikbaar en kon het werk worden aanbesteed. Op 10 april 1644 startte de Apeldoornse aannemer Paulus Peelen met de werkzaamheden. Nadat op 4 maart 1645 het opgeleverde kerkgebouw was goedgekeurd, kon op 30 maart de inwijding plaatsvinden.
Tijdens de Franse bezetting rond 1800 werd de toren gevorderd. Voor de gelovigen werd aan de zijkant een nieuwe toegang gemaakt omdat zij geen gebruik meer mochten maken van de hoofdingang in de toren. Later is deze zij-ingang weer dichtgemetseld.

## Beschrijving
De kerk heeft een eenbeukig schip met drie traveeën en een gemetseld netgewelf. Het schip wordt afgesloten met een vierde, driezijdig gesloten eindtravee dat wordt overdekt door een stergewelf. De oorspronkelijke plafondschilderingen zijn hersteld. Het zadeldak is met leisteen bekleed.
De toren kent drie geledingen. De voet is opgebouwd uit oudere bakstenen en tufsteen. De toren wordt afgedekt door een naaldspits. In de toren hangt een klok uit 1644, gegoten door Francois Simon. De klok is tijdens de Tweede Wereldoorlog in beslag genomen door de Duitse bezetter, maar is nadien weer teruggevonden.
De consistoriekamer is in 1853 gebouwd.
In de kerk is een eikenhouten preekstoel aanwezig, waarschijnlijk uit 1644. De herenbanken dateren uit 1685 en 1702.
Er zijn diverse grafzerken bewaard gebleven, waaronder een die verwijst naar Marcus van Weze (overleden 1548), kanunnik in Utrecht en eigenaar van hofstede Muiswinkel. Ook zijn verschillende zerken voorzien van huismerken.
Het orgel is rond 1700 gebouwd door een onbekende orgelbouwer voor een schuilkerk in Amsterdam. Toen de kerk van Ravenswaay het orgel in 1890 aankocht bevond het zich in een oud-katholieke kerk te Den Helder. In 1982 werd het orgel gerestaureerd.